# Neves
| Neves              | Neves                     |
| Basisdaten         | Basisdaten                |
| ------------------ | ------------------------- |
| Staat:             | São Tomé und Principe     |
| Provinz/Insel:     | São Tomé                  |
| Distrikt:          | Lembá                     |
| Einwohnerzahl:     | 8.391 (2012)              |
| Höhe:              | 0 Meter                   |
| Telefonvorwahl:    | +(00)239-18x-xxx          |
| Geografische Lage: | 0° 21′ 33″ N 6° 33′ 06″ O |

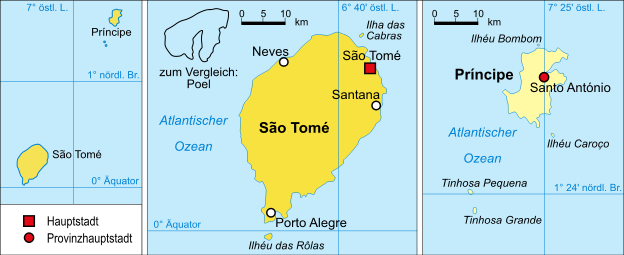
Neves auf der Insel und Provinz São Tomé (Mitte)

Neves ist eine Stadt an der Nordwestküste der Insel São Tomé. Sie hat 8391 Einwohner (Stand: 2012).
Neves hat einen tiefen Seehafen und ist daher das am meisten industrialisierte Zentrum des Landes. Mit der Cervejeira Rosema steht hier auch die einzige Brauerei des Landes.

## Demografie
| Jahr          | Einwohner |
| ------------- | --------- |
| 1990 (Zensus) | 5919      |
| 2001 (Zensus) | 5466      |
| 2012 (Zensus) | 8391      |

## Partnerschaft
Neves ist durch eine Partnerschaft mit der portugiesischen Stadt Porto verbunden.

## Söhne und Töchter der Stadt
- Carlos Vila Nova (* 1959), Politiker, seit 2021 Präsident von São Tomé und Príncipe

## Nachweise
1. ↑  https://www.citypopulation.de/de/saotome/cities/
2. ↑  Geminações de Cidades e Vilas – Porto (Memento des Originals vom 12. Juli 2021 im Internet Archive)  Info: Der Archivlink wurde automatisch eingesetzt und noch nicht geprüft. Bitte prüfe Original- und Archivlink gemäß Anleitung und entferne dann diesen Hinweis.

Koordinaten: 0° 22′ N, 6° 33′ O